# دارين مولينجز
دارين مولينجز (بالإنجليزية: Darren Mullings)‏ هو لاعب كرة قدم بريطاني في مركز الوسط، ولد في 3 مارس 1987 في برستل في المملكة المتحدة. لعب مع أكسفورد سيتي ونادي بريستول روفيرز ونادي توركي يونايتد ونادي غلوستر سيتي.

## وصلات خارجية
- دارين مولينجز على موقع قاعدة بيانات كرة القدم.إي يو (الإنجليزية)
- دارين مولينجز على موقع Soccerbase.com (لاعب) (الإنجليزية)